# Andreas Ludwig Krüger
Pour les articles homonymes, voir Krüger.
Andreas Ludwig Krüger, né le 17 janvier 1743 à Potsdam et mort le 15 juin 1822 à Berlin, est un dessinateur, graveur et architecte prussien.

## Biographie
Formé par son oncle, Andreas Krüger, Andreas Ludwig Krüger étudie d'abord le dessin et la peinture. Il pratique ensuite le dessin d'architecture dans l'atelier de Carl von Gontard. En 1788, il est professeur de dessin des princes Louis Ferdinand et Friedrich Wilhelm, futur roi de Prusse. Vers 1790, il est nommé architecte de la cour.